# Porak
De Porak (Armeens: Փորակ) of Axarbaxar is een stratovulkaan in de Kleine Kaukasus op de grens van Armenië en Azerbeidzjan. De berg ligt in de provincie Gecharkoenik in het oosten van Armenië en in het district Kəlbəcər in het westen van Azerbeidzjan, en ligt 20 kilometer ten zuidoosten van het Sevanmeer. De berg heeft een hoogte van 2800 meter en vormt een vulkaanveld.
De flanken van de vulkaan zijn bezaaid met tien satellietkegels en spleetvormige eruptiekanalen.